# Зоран Лакић
Zoran Lakić (Donja Bijela kod Šavnika, 31. oktobar 1933 — Podgorica, 20. decembar 2022) bio je srpski i crnogorski istoričar i akademik CANU.

## Biografija
Rođen je 31. oktobra 1933. godine u selu Donja Bijela kod Šavnika (od oca Miroja - učitelja i majke Milene, rođene Bošković, ćerke Zeka, perjanika kralja Nikole). Osnovnu školu završio je u Danilovgradu, a gimnaziju u Nikšiću 1952. godine. Diplomirao je na Filozofskom fakultetu u Beogradu - grupa istorija, gdje je i doktorirao 1974. godine.
Radio je u Arhivu Centralnog komiteta SKJ Crne Gore do njegovog pripajanja Istorijskom institutu Crne Gore 1959. godine. Jedno vrijeme je proveo na radu u tadašnjem Sekretarijatu za obrazovanje, nauku i kulturu Crne Gore, a potom je bio biran za redovnog profesora na Filozofskom fakultetu u Nikšiću, gdje je predavao Istoriju Jugoslavije, do penzionisanja 31. XII 2000. godine. U dva mandatna perioda bio je šef Odsjeka za istoriju i geografiju.
Predavao je na poslijediplomskim studijama Univerziteta u Prištini.
Boravio je po pozivu u univerzitetskim centrima u inostranstvu (Toronto, Moskva, Pariz, Berlin, Atina, Prag, Sofija, Bukurešt, Jerusalim, Ankara) i svim univerzitetskim centrima prethodne Jugoslavije. Kao ekspert UNESKO za pitanja kulture vršio je višemjesečna istraživanja u skandinavskim zemljama 1976. godine.
Bio je urednik Okruglog stola Istorijskog instituta Crne Gore, u periodu 1983-1991. godine.
Uređivao je "Istorijske zapise" - najstariji naučni časopis u Crnoj Gori, u periodu od 1994. do 1998. godine.
Bio je član redakcije prestižnih časopisa - Jugoslovenski istorijski časopis (JIČ), Nastava istorije - i brojnih zbornika radova.
Od 1998. godine urednik je Glasnika Odjeljenja društvenih nauka CANU.
Bio je član i predsjednik komisija za odbranu magistarskih i doktorskih radova. Bio je član Republičke konferencije SSRN Crne Gore, potpredsjednik Republičkog SIZ-a za nauku, član Žirija za Trinaestojulsku nagradu, predsjednik Društva istoričara Crne Gore i Savjeta Filozofskog fakulteta u Nikšiću, član Senata Univerziteta Crne Gore u dva mandata i predsjednik Jugoslovenske lige za mir, nezavisnost i ravnopravnost naroda.
Bio je sekretar Odjeljenja društvenih nauka u drugom mandatu i član Predsjedništva CANU. Bio je urednik grupe za istoriju Enciklopedije Crne Gore.
Napisao je preko 600 bibliografskih jedinica, među kojima je i 17 posebnih izdanja na koje je objavljeno preko 100 prikaza i osvrta. Prevođen je na svjetske jezike, kao i na makedonski i slovenački jezik.
Uvršten je u Enciklopediju srpske istoriografije i u publikaciju Ko je ko u Crnoj Gori. Nakon isključenja iz SKJ 1985. godine zbog verbalnog delikta, više nije stranački organizovan. Za vanrednog člana Crnogorske akademije nauka i umjetnosti izabran je 19. novembra 1993. godine, a za redovnog člana 8. decembra 2000.godine.Na predlog američkog Instituta 1998. uvršten je u spisak najuspješnijih ličnosti u poslednjoj dekadi, a slično priznanje dobio je i od Univerziteta u Kembridžu.
Napisao je preko 1000 bibliografskih jedinica, među kojima je i preko 20 posebnih izdanja na koje je objavljeno preko 150 prikaza i osvrta.
Za vanrednog člana Crnogorske akademije nauka i umjetnosti izabran je 19. novembra 1993. godine, a za redovnog člana 8. decembra 2000. godine. Za inostranog člana Akademije nauka i umjetnosti Republike Srpske izabran 21. decembra 2018. godine.
Umro je 20. decembra 2022. godine u Podgorici.

## Nagrade i priznanja
Dobitnik je
- Nagrade mladih Podgorice,
- prestižne Četvrtojulske nagrade i
- Nagrade “Oktoih", kao i međunarodnih priznanja za nauku.
- Po predlogu Bibliografskog instituta u Njujorku izabran je za ličnost godine 1998.
- Slično priznanje dobio je i od Univerziteta u Kembridžu 2000. godine.
- Odlikovan je Medaljom mladih Alžira (1965),
- Ordenom rada sa srebrnim i zlatnim vijencem,
- Zlatnom plaketom Crvenog krsta i
- Srebrnom plaketom JNA.

## Knjige
Najvažnije objavljene knjige:
- Лакић, Зоран; Пајовић, Радоје; Вукмановић, Гојко (1963). Народноослободилачка борба у Црној Гори 1941-1945: Хронологија догађаја. Титоград: Историјски институт.
- Лакић, Зоран (1963). Земаљско антифашистичко вијеће народног ослобођења Црне Горе и Боке: Збирка докумената. Титоград: Историјски институт.
- Žene Crne Gore u revolucionarnom pokretu 1918-1945 (koautorstvo), 1969;
- Zapisi o revoluciji, 1971;
- Лакић, Зоран (1975). ЦАСНО: Црногорска антифашистичка скупштина народног ослобођења 1944-1945: Збирка докумената. Титоград: Историјски институт.
- Crveni krst Crne Gore 1875-1975 (koautorstvo), 1980;
- Лакић, Зоран (1981). Народна власт у Црној Гори 1941-1945. Цетиње-Београд: Обод & Народна књига.
- Partizanska autonomija Sandžaka 1943-1945, 1992;
- Istorija i istoriografija, 1992. i 1997;
- Bitka za Crnu Goru - Boj na Martinićima 1796 (sa prof. dr Radomanom Jovanovićem), 1996;
- Istorijska čitanka (sa M. Starovlahom), 1996;
- Ogledi iz istorije Jugoslavije, 1999,
- Crnogorske istorijske teme, 2001.

## Spoljašnje veze
- Академик Зоран Лакић: Идентитет народа